# Рукавцов, Борис Иванович
Бори́с Ива́нович Рукавцо́в (2 июня 1925—2012, Краснодар, Российская Федерация) — советский российский учёный-биолог, доктор биологических наук, профессор, декан биологического факультета Краснодарского педагогического института (1975—1987). Участник Великой Отечественной войны.

## Биография
Родился 2 июня 1925 года.
В феврале 1943 года был мобилизован в ряды Красной армии. Воевал в сапёрном батальоне. Принимал участие в сражениях на Таманском полуострове и в Битве за Кавказ, освобождал от немецких захватчиков Крым. Награждён Орденами Славы III степени, Отечественной войны I степени и медалями «За оборону Кавказа», «За победу над Германией в Великой Отечественной войне 1941—1945 гг.».
В 1945 году демобилизовался и поступил в Кубанский государственный медицинский институт, который окончил в 1950 году. В том же году начал работать на кафедре микробиологии этого института последовательно на должностях старшего лаборанта, ассистента и доцента. Преподавал на этой кафедре до 1970 года.
В 1960 году защитил диссертацию на соискание учёной степени кандидата медицинских наук.
В сентябре 1970 года избран заведующим кафедрой генетики и микробиологии Краснодарского государственного педагогического института. В этом же году успешно защитил докторскую диссертацию, в 1971 году утверждён в учёном звании профессора кафедры микробиологии.
В 1975 году Рукавцов назначен деканом биологического факультета Краснодарского пединститута. С 1971 по 1999 года был учёным-секретарём учёного совета института.
С 1979 по 1990 год входил в состав Головного совета по биологии Министерства высшего и среднего специального образования РСФСР. С 1981 по 1990 год участвовал в работе Научно-технического совета Министерства высшего и среднего специального образования СССР. В 1995 году избран членом-корреспондентом Южно-Российского отделения Международной Академии наук высшей школы.
Написал более 100 печатных научных работ и получил три авторских свидетельства на изобретение. Работы Бориса Рукавцова посвящены проблемам общей и технической микробиологии, цитологии микроорганизмов, биотехнологии и иммунологии. Среди них уникальные исследования по строению ядерного аппарата дрожжей.
Умер в 2012 году в Краснодаре.

## Семья
Дочь — Елена, выпускница Краснодарского педагогического института, доктор биологических наук.

## Награды и звания
- Орден Славы III степени
- Орден Отечественной войны I степени
- Медаль «За оборону Кавказа»
- Медаль «За победу над Германией в Великой Отечественной войне 1941—1945 гг.»
- Профессор

## Труды
- Рукавцов, Борис Иванович. Невидимые друзья и враги человека [Текст]. — Краснодар : Кн. изд-во, 1956. — 60 с. : ил.
- Рукавцов, Борис Иванович. Цитология и кариология некоторых дрожжеподобных грибов рода Candida [Текст] : Автореферат дис. на соискание ученой степени доктора биологических наук. (03.096) / Кубан. гос. мед. ин-т им. Красной Армии. — Краснодар : [б. и.], 1970. — 41 с.
- Рукавцов, Борис Иванович. Vi — антиген брюшнотифозных бактерий и его роль в иммунологии брюшного тифа и брюшнотифозного бациллоносительства [Текст] : Автореферат дис. на соискание ученой степени кандидата медицинских наук / М-во здравоохранения УССР. Крымский гос. мед. ин-т им. И. В. Сталина. — Краснодар : [б. и.], 1960. — 13 с.